# Krasíkovice
Krasíkovice (deutsch Krasikowitz) ist eine Gemeinde in Tschechien. Sie liegt drei Kilometer nördlich von Pelhřimov und gehört zum Okres Pelhřimov.

## Geographie
Krasíkovice befindet sich in der Böhmisch-Mährischen Höhe am Hügel Vrcha (548 m) über der Einmündung der Bělá in die Hejlovka. Östlich verläuft die Trasse der Staatsstraße 34/E 551 zwischen Pelhřimov und Humpolec, dahinter erhebt sich der Hůrka (581 m). Im Südosten liegt die Einmündung der Olešná in die Bělá. Südlich liegt der Annaberg mit der Wallfahrtskirche St. Anna. Im Westen befindet sich der Vávrův kopec (588 m).
Nachbarorte sind Pobistrýce im Norden, Poříčský Dvůr, Kojčice und Útěchovičky im Nordosten, Chvojnov und Služátky im Osten, Olešná im Südosten, Radětín und Hamr im Süden, Peklo im Südwesten, Hodějovice im Westen sowie Těchoraz und Těchorázek im Nordwesten.

## Geschichte
Die erste urkundliche Erwähnung des zur bischöflichen Herrschaft Řečice gehörenden Dorfes Krasíkovice stammt aus dem Jahre 1379. Nach der Teilung der Herrschaft Řečice kam Krasíkovice bezeichnet wurde, zur Herrschaft Pelhřimov und 1549 in den Besitz der Říčanský von Říčany. 1572 erwarb die Stadt Pelhřimov Krasíkovice und fünf Jahre später wurde ihr der Ort auch erblich übertragen.
Bis zur Ablösung der Patrimonialherrschaften verblieb das Dorf bei der Stadtgemeinde Pelhřimov.
1850 entstand die Gemeinde Krasíkovice, die 1869 nach Těchoraz eingemeindet wurde. Von 1920 bis 1960 war Krasíkovice ein Ortsteil von Radětín. Von 1961 bis zum Anschluss an Pelhřimov im Jahre 1979 war Krasíkovice wieder selbstständig. Seit dem 1. Januar 1992 bildet der Ort wieder eine Gemeinde.

## Gemeindegliederung
Für die Gemeinde Krasíkovice sind keine Ortsteile ausgewiesen.

## Sehenswürdigkeiten
- barocke Kapelle aus der 1. Hälfte des 18. Jahrhunderts